# Джера-Ларіо
Джера-Ларіо (італ. Gera Lario) — муніципалітет в Італії, у регіоні Ломбардія, провінція Комо.
Джера-Ларіо розташована на відстані близько 540 км на північний захід від Рима, 80 км на північ від Мілана, 45 км на північний схід від Комо.
Населення — 1017 осіб (2014).

## Демографія
Населення за роками:

Станом на 1 січня 2023 року в муніципалітеті офіційно проживали 64 іноземці з 18 країн, серед них 22 громадяни країн Євросоюзу.

## Сусідні муніципалітети
- Коліко
- Дубіно
- Монтемеццо
- П'янтедо
- Сорико
- Треццоне
- Веркана